# A Small Deadly Space
A Small Deadly Space is het tweede en laatste studioalbum van de heavymetalband Fight, uitgebracht in 1995.

## Tracklisting
1. "I Am Alive" (Halford, Tilse) - 4:56
2. "Mouthpiece" (Chaussee, Halford) - 3:22
3. "Legacy of Hate" (Chaussee, Halford, Tilse) - 4:34
4. "Blowout in the Radio Room" (Halford, Tilse) - 4:10
5. "Never Again" (Halford, Tilse, Travis) - 3:51
6. "Small Deadly Space" (Chaussee, Halford, Travis) - 5:19
7. "Gretna Greene" (Chaussee, Halford, Tilse) - 3:52
8. "Beneath the Violence" (Halford, Tilse, Travis) - 4:43
9. "Human Crate" (Halford, Tilse) - 6:09
10. "In a World of My Own Making" (Halford, Tilse) - 13:43

- "Psycho Suicide" (hidden track)
- "Life is Miserable/I love John Thomas" (hidden track )